# Grant County, Arkansas
Grant County är ett administrativt område i delstaten Arkansas, USA. År 2010 hade countyt 17 853 invånare. Den administrativa huvudorten (county seat) är Sheridan. 

## Geografi
Enligt United States Census Bureau så har countyt en total area på 1 639 km². 1 636 km² av den arean är land och 3 km²  är vatten.

### Angränsande countyn
- Saline County - nord
- Pulaski County - nordöst
- Jefferson County - öst
- Cleveland County - sydöst
- Dallas County - syd
- Hot Spring County - väst